# Vitale Giovanni Gallina
Vitale Giovanni Gallina (Caerano di San Marco, 14 ottobre 1893 – Valdobbiadene, 14 marzo 1961) è stato un diplomatico e politico italiano.

## Biografia
Nacque a Caerano nel 1893 e conseguì il diploma liceale presso il Seminario di Treviso. All'Università di Padova conseguì quattro lauree: in fisica-matematica, in ingegneria, in scienze politiche e in giurisprudenza. Partecipò alla prima guerra mondiale come ufficiale osservatore d'aeroplano, affrontando molteplici e pericolose missioni, per cui venne decorato di due medaglie d'argento (Reifenberg nel 1916 e Cielo del Carso e del Pasubio nel 1917) e una di bronzo (Cielo di Gradisca e Trieste nel 1917). Nel 1918 venne promosso Capitano.
Dopo la Guerra insegnò Fisica Tecnica all'Università di Padova preferendovi però la carriera diplomatica alla quale si era preparato con la conoscenza approfondita del francese, dell'inglese, del tedesco e dello spagnolo. 
Nelle sedi consolari delle due Americhe fu vicino ai connazionali emigrati e alle Missioni, soprattutto in Indocina ove era divampata una rivolta contro i francesi. Durante la seconda guerra mondiale partecipò alla Campagna di Liberazione quale tenente colonnello di Aviazione, addetto al Comando Alleato. Fu quindi in missione, quale rappresentante del Ministero degli Esteri, presso le truppe di occupazione alleate in Germania, dove conseguì la promozione a Ministro Plenipotenziario d'Italia nei tre Stati del Vietnam, della Cambogia e del Laos, in Indocina dove rimase sino al 1956. 